# American Journal of Kidney Diseases
Das American Journal of Kidney Diseases, abgekürzt Am. J. Kidney Dis. bzw. AJKD, ist eine wissenschaftliche Fachzeitschrift, die vom Elsevier-Verlag veröffentlicht wird. Sie ist die offizielle Zeitschrift der amerikanischen National Kidney Foundation und erscheint mit 12 Ausgaben im Jahr. Es werden Arbeiten veröffentlicht, die sich mit der klinischen Nephrologie beschäftigen.
Der Impact Factor lag im Jahr 2014 bei 5,90. Nach der Statistik des ISI Web of Knowledge wird das Journal mit diesem Impact Factor in der Kategorie Urologie und Nephrologie an sechster Stelle von 76 Zeitschriften geführt.